# 멘델레옙스크

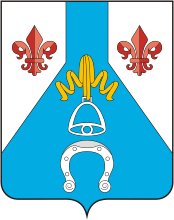
시 문장

멘델레옙스크(러시아어: Менделе́евск, 타타르어: Менделеев/Mendeleyev)는 러시아 타타르 공화국 동부에 위치한 도시로, 인구는 22,027명(2002년 기준)이다. 카잔(타타르 공화국의 수도)에서 동쪽으로 238km 정도 떨어진 곳에 위치한다.
1868년 마을에 화학 공장이 들어서면서 신설되었으며 1927년 도시형 마을 승격과 함께 본듀즈크(Бондюжск)라는 이름으로 변경되었다. 1967년 인근에 있던 마을들을 합병하여 시로 승격되면서 지금과 같은 이름으로 변경되었다. 도시 이름은 원소 주기율표를 발견한 유명한 과학자인 드미트리 멘델레예프의 업적을 기념하기 위해 붙여진 이름이다.